# Чёрная (приток Соти)
Чёрная — река в России, протекает в Первомайском районе Ярославской области. Устье реки находится по правому берегу реки Соть в 123 км от её устья. Длина реки составляет 12 км.
Крупнейшие притоки: Сидоровка (правый), Лесная Соть (правый); в нижнем течении к западу от реки находится болото Хватовское.
Сельские населённые пункты около реки: Яковцево, Милково, Кобылкино, Чертово, Безверхово, Легково, Спирево.

## Данные водного реестра
По данным государственного водного реестра России относится к Верхневолжскому бассейновому округу, водохозяйственный участок реки — Волга от Рыбинского гидроузла до города Кострома, без реки Кострома от истока до водомерного поста у деревни Исады, речной подбассейн реки — Волга ниже Рыбинского водохранилища до впадения Оки. Речной бассейн реки — (Верхняя) Волга до Куйбышевского водохранилища (без бассейна Оки).
Код объекта в государственном водном реестре — 08010300212110000011573.